# Enric Teixidó i Salvà
Enric Teixidó i Salvà (Calella, 22 de febrer de 1923 - Calella, 11 de novembre de 1981), conegut com a "Mero", va ser un empresari i promotor turístic català, considerat una figura clau en el desenvolupament del turisme a Calella (Maresme) durant la segona meitat del segle XX.
Abans d'entrar al sector turístic, Teixidó s'havia dedicat a activitats empresarials diverses com l'exportació de productes agrícoles, la fabricació de maletes de gramoles i la producció de licors, entre d'altres.
El 1955, juntament amb el seu soci, el doctor Gabriel Vila Cuyàs, va transformar una antiga granja de gallines en el seu primer hotel, l'Hotel Goya. Aquest projecte va marcar el seu inici en el sector turístic i va establir les bases per posicionar Calella com a destinació turística per a visitants europeus, principalment del centre i nord d'Europa.
Durant les dècades de 1960 i 1970, un període de gran expansió del turisme a la costa catalana, Teixidó va promoure sense finançament propi la construcció d'una seixantena d'hotels arreu del país, serveis i altres infraestructures per satisfer la creixent demanda de turistes, especialment d'Alemanya i el Regne Unit.  També va ser un dels promotors del sector de l'oci nocturn, amb la creació de discoteques i espais de lleure per al turisme de masses.
Aquest model diversificat va contribuir a consolidar Calella com una destinació turística que no només destacava per les seves platges, sinó també per una oferta d'entreteniment i vida nocturna. Les iniciatives de Teixidó van ajudar a transformar l'economia local, que va passar d'una base agrícola i industrial a centrar-se en el sector dels serveis i el turisme,impulsant un model de turisme vacacional que es va estendre a altres poblacions del país.
En reconeixement del seu llegat, Calella va dedicar un carrer al seu nom, el carrer Enric Teixidó i Salvà, i li va erigir un monument d'homenatge - un bust de bronze sobre un monòlit - al passeig de Garbí. També, el Museu del Turisme de Calella compta amb un panell que destaca Teixidó com a pioner del turisme a la ciutat. L'11 de desembre de 1981, fou guardonat a títol pòstum per la Generalitat de Catalunya amb la Medalla al mèrit turístic.